# Paul Boccara
Pour les articles homonymes, voir Boccara.
Paul Boccara, né 13 septembre 1932 à Tunis et mort le 26 novembre 2017 à Villejuif, est un économiste marxiste et historien français.

## Biographie
Paul Boccara est agrégé d'histoire en 1957 et devient docteur en économie en 1974 en soutenant une thèse de 3e cycle à l'École des hautes études en sciences sociales de Paris.
Il est assistant à l'université d'Amiens en 1974, puis maître de conférences de 1985 jusqu’à sa retraite en 1992. 
Il a été membre du comité national du Parti communiste français.
Sa tombe se trouve au cimetière nouveau d'Ivry-sur-Seine.

## Conceptions économiques

### Le capitalisme monopoliste d'État et la théorie de sa crise
Paul Boccara est le premier en France à élaborer la théorie du capitalisme monopoliste d'État (CME) en 1966, puis à préciser le concept de la « suraccumulation-dévalorisation » du capital en 1971, concept à partir duquel il développe une analyse des crises cycliques du capitalisme. Dès 1967-1968, il annonce le début d'une longue phase de difficultés du CME, ce sera l'étude d'une nouvelle crise systémique du capitalisme.
Sa théorie est par ailleurs la seule théorie marxiste existante cherchant à expliquer les cycles de Kondratiev.

### La révolution informationnelle
Il est également le premier économiste marxiste à développer l'analyse en termes de régulation. Il théorise la notion de « révolution informationnelle ». Ses travaux se développent dès la fin des années 1970, le début des années 1980 autour de la recherche par les salariés de nouveaux critères de gestion des entreprises, afin de sortir de la vision étatiste de nombreux marxistes. Il est le créateur du modèle de « sécurité d'emploi ou de formation », point central des propositions économiques du PCF. Il reste très actif dans la revue Économie et Politique éditée par le PCF.
Il a été rédacteur en chef de la revue trimestrielle Issues : cahier de recherches de la revue Économie et Politique, parue de 1978 à 2000 et dans laquelle ses articles réguliers faisaient apparaître son système théorique, articulant divers champs de recherches. Son approche s'inscrit dans la continuité de Marx, pour actualiser et « dépasser » celui-ci : les travaux de Boccara partent de ce que Marx (notamment dans Le Capital et dans la Contribution à la critique de l'économie politique) a développé mais aussi de ce qu'il n'a fait qu'ébaucher. Ainsi, Marx a montré que la révolution industrielle repose sur l'objectivation et le remplacement de la main de l'homme par la machine-outil ; Boccara a créé le terme de « révolution informationnelle » pour caractériser l'objectivation et le remplacement de certaines opérations du cerveau humain par des machines comme les ordinateurs.

### Système économique et système anthroponomique
Paul Boccara met en lumière les liens existant entre le système économique du capitalisme et le système anthroponomique du libéralisme. Par le terme « anthroponomie », il désigne les « transformations de la nature humaine, avec les rapports parentaux, les activités productives mais dans leurs effets sur le psychisme et le développement des hommes, les rapports politiques et la culture ». La crise mondiale est une  « crise de civilisation », qui concerne à la fois le système économique et le système anthroponomique.

## Publications
- Sur la mise en mouvement du "Capital", Éditions sociales, collection Terrains, 1978, 334 p.
- Études sur le capitalisme monopoliste d'État, sa crise et son issue, Éditions sociales, 1973, 450 p.
- Intervenir dans les gestions avec de nouveaux critères, Messidor/Éditions Sociales, 1985, 566 p.
- Économie et gestions d'entreprise en 12 leçons, en collaboration avec Claude Laridan, Jean-Christophe Le Duigou, Monique Prim... [et al.], préface de Gérard Alezard, Messidor/Éditions Sociales, Paris,1987, 209 p.  (ISBN 2-209-05934-8)
- Une sécurité d'emploi ou de formation. Pour une construction révolutionnaire de dépassement contre le chômage, Le Temps des cerises, 2002, Paris, 347 p.  (ISBN 2-84109-402-2)
- Transformation et crise du capitalisme mondialisé. Quelle alternative ?, Le Temps des cerises, 2008, Paris, 366 p.  (ISBN 9-782-84109-749-4) - 2e éd., réactualisée, 2009  (ISBN 9782841097975)
- La crise systémique, Europe et monde: quelles réponses?, Le Temps des cerises, 2011, 185 p.  (ISBN 978-2-84109-910-8)
- Le "Capital" de Marx, son apport, son dépassement: au-delà de l'économie, Le Temps des cerises, 2012, 172 pages,  (ISBN 978-2-84109-942-9)
- Théories sur les crises, la suraccumulation et la dévalorisation du capital. Premier volume, Analyses fondamentales et des bases des crises cycliques de moyenne période, Delga, 2013, Paris, 559 p.  (ISBN 978-2-915854-55-8)
- Théories sur les crises, la suraccumulation et la dévalorisation du capital. Deuxième volume, Crises systémiques et cycles longs, transformations du capitalisme jusqu'aux défis de sa crise radicale, Delga, 2015, Paris, 397 p.  (ISBN 978-2915854831)
- Pour une nouvelle civilisation : crise de la civilisation mondialisée et possibilités d'un autre système mondial, avec Catherine Mills, Essai, Éditions du Croquant, 2016, 141 p.  (ISBN 978-2365120906)
- Neuf leçons sur l'anthroponomie systémique, Delga, Paris, 2017  (ISBN 978-2-37607-122-8)
- Douze leçons en économie et en anthroponomie,Le Temps des cerises, 2024, Posthume
- Comprendre et lutter, avec Paul Bocca, Editions de l'humanité, 2024